# 1994년 아시아 청소년 야구 선수권 대회
1994년 아시아 청소년 야구 선수권 대회는 1994년 12월 28일부터 1995년 1월 4일까지 오스트레일리아 연방에서 열린 첫 번째 아시아 청소년 야구 선수권 대회이다. 대한민국은 불참하였으며 일본, 오스트레일리아, 중화민국, 중화인민공화국 네개 국가만 참가하였다.

## 결선
|  | 준결승전       | 준결승전       |      |   | 결승전 | 결승전 |
|  |                |                |      |   |        |        |
|  |                |                |      |   |        |        |
|  |                |                |      |   |        |        |
|  | 일본           | 10             |      |   |        |        |
|  | 일본           | 10             |      |   |        |        |
|  | 중국           | 1              |      |   |        |        |
|  | 중국           | 1              | 일본 | 1 |        |        |
|  |                |                | 일본 | 1 |        |        |
|  |                | 오스트레일리아 | 0    |   |        |        |
|  | 오스트레일리아 | 오스트레일리아 | 0    | 7 |        |        |
|  | 오스트레일리아 |                |      | 7 |        |        |
|  | 중화 타이베이  | 3              |      |   |        |        |
|  | 중화 타이베이  | 3              |      |   |        |        |

| 1994년 아시아 청소년 야구 선수권 대회 |
| ------------------------------------- |
| 일본 첫 번째 우승                     |